# Tachi Castillo
Tachi Castillo (Ciudad de México, México, 25 de septiembre de 1918 - 1999) fue una diseñadora de moda mexicana conocida por su "mexican wedding dress", sus creaciones en manta y sus vestidos con calados y transparencias, fue especialmente popular en la década de los 70.

## Primeros años
Nace en la Ciudad de México en 1918, hija de un ingeniero militar encargado de instalar el sistema de telégrafos en el sureste del país, lo cual ocasionó que la familia se estableciera en Taxco de Alarcón en 1930.
Mientras sus hermanos se dedicaban a la platería, Tachi aprendió a coser; en 1932 empezó a vender sus creaciones en la tienda Hilda y cinco años después abrió su propia tienda en Casa Borda que llevaba de nombre Tachi Castillo.

## Biografía
En 1940, la actriz Joan Fontaine en una visita de paso rumbo a Acapulco, paró en la tienda de Tachi y le compró todos sus diseños. La ropa cobró cierta popularidad en Hollywood y fue copiada, deviniendo en lo que ahora se conoce como "peasant blouse" o blusa de campesino. Para 1944, los textileros ingleses Jim y Leslie Tillet se establecen en la ciudad de Tachi abriendo un taller de estampados textiles llamado Tillets of Taxco; al mismo tiempo, Tachi y su esposo abren una tienda en la calle de Bernal #3 llamada "Gracias a Dios"; establecen relaciones de negocios con los Tillet y Tachi usaría las telas de ellos para los vestidos de su boutique, al mismo tiempo que vendía sus telas en el local. Debido a los contactos de los Jim, quien estaba casado con Nieves Orozco, la modelo del cuadro Los Alcatraces (1944) de Diego Rivera, Tachi pudo vestir a Frida Kahlo, y otras personalidades de la época como María Félix, Brigitte Bardot, Lana Turner, Dolores del Río, etcétera. Tres años más tarde, los Tillet cierran su planta y parten de regreso a Nueva York. Empleando a los mismos trabajadores, Tachi y su marido abren un taller textil, conforme la economía de Taxco crecía también lo hacía el taller, dando empleo a cientos de mujeres y convirtiéndose en el más importante de la zona. Sin embargo, en 1955 los trabajadores entraron en huelga y se vieron obligados a cerrar la planta.
A mediados de los 60, el neoyorquino Fred Leighton, dueño de la tienda de importación y antigüedades que lleva su nombre en Lexington Avenue, llegó a Taxco y compró la nueva línea de Tachi. A raíz de la nueva alianza comercial y los anuncios de Leighton, los diseños de Castillo empezaron a figurar en revistas como Vogue y Harper's Bazaar. Los diseños de Tachi se fabricaban bajo el nombre de "Fred Leighton" o "Panamerican Phoenix" en Nueva York, "The Phoenix" en Washington D. C., "Dos Cabezas" en Arizona, y posteriormente como "Mexicana" en Londres. Igualmente también confeccionarían la marca de Lila Bath, Girasol, Georgia Charuhas, Fiesta de México, entre otras. En esa época, su hija Martha abre una boutique Tachi Castillo en la Zona Rosa, enfocándose en los vestidos de novia que hacía su madre; debido a la cercanía de la boutique con la embajada americana, varias personalidades estadounidenses adquirían los diseños.
A finales de la década Tachi inició una nueva relación de negocios con el ilustrador Alfredo Bouret, quien acababa de abrir una tienda en Londres llamada MEXICANA LTD ubicada en la calle de Sloane, en esta tienda Bouret vendía artesanías mexicanas, moda y arte. Entre las clientas de la tienda hubo varios miembros de la realeza, siendo la más destacada la princesa Ana del Reino Unido quien lleva un vestido de Castillo en un retrato oficial que tomó Antony Armstrong-Jones. Tras el cierre de Mexicana en 1982 Tachi se vio afectada pues su producción era casi exclusiva para la tienda, y queda al borde de la bancarrota, finalmente, cambió el giro de su negocio creando una línea de sacos y vestidos adornados de listones y alforzados que tuvieron un éxito moderado en Estados Unidos. A la vez fabricaba reproducciones de sus diseños anteriores y hacía órdenes especiales.

### Mexican wedding dress
Tachi diseñó "el vestido de novia de novia mexicano", como era conocido en Estados Unidos, a finales de los 50 luego de una escasez de algodón en México, este era un vestido blanco (aunque puede ser de cualquier color) en algodón de combaya con holanes y alforzados al frente. Años después, su hija Marta modernizaría el diseño que sería bautizado como "mexican wedding dress" en los 70.

## Fallecimiento
Tras la muerte de su marido Alfonso Ramírez en 1998 Tachi sufrió una caída que le fracturó la cadera; continuó trabajando supervisando la calidad de sus productos a través de sus costureras quienes le llevaban avances y novedades hasta su cama. Sin retirarse nunca, Tachi falleció en 1999.